# Dövény
Dövény este un sat în districtul Putnok, județul Borsod-Abaúj-Zemplén, Ungaria, având o populație de 294 de locuitori (2011). 

## Demografie
Componența etnică a satului Dövény
     Maghiari (86,64%)
     Romi (13,36%)
Componența confesională a satului Dövény
     Romano-catolici (41,5%)
     Reformați (24,49%)
     Fără religie (6,8%)
     Luterani (1,36%)
     Greco-catolici (1,02%)
     Necunoscută (24,83%)
     Alte religii (2,72%)
Conform recensământului din 2011, satul Dövény avea 294 de locuitori. Din punct de vedere etnic, majoritatea locuitorilor (86,64%) erau maghiari, cu o minoritate de romi (13,36%). Nu există o religie majoritară, locuitorii fiind romano-catolici (41,5%), reformați (24,49%), persoane fără religie (6,8%), luterani (1,36%) și greco-catolici (1,02%). Pentru 24,83% din locuitori nu este cunoscută apartenența confesională.